# 白條叫姑魚
白條叫姑魚（學名：Johnius carutta）為輻鰭魚綱鱸形目鱸亞目石首魚科的其中一種，分布於印度洋區，從巴基斯坦至馬來半島海域，體長可達30公分，棲息在沿海及河口區，以小魚及甲殼類為食，可做為食用魚。